# Sophie Monk
Sophie Charlene Akland Monk (Adelaide, 14 december 1979) is een Australische zangeres, actrice en model.

## Biografie

### Muziek
Monk's carrière in de muziek begon in 1999, toen ze inging op een advertentie die vroeg naar mensen met zang- en danstalent. Zo deed ze auditie voor de Australische Popstars, een televisieshow die zocht naar mensen met zangtalent om zo een band te vormen. Ze zong Happy Birthday, Mr. President van Marilyn Monroe. Ze bereikte de finale en kwam uiteindelijk in de band Bardot terecht. De groep had vele hits, maar ging in 2002 uit elkaar.
Niet lang na de split begon Monk aan haar solocarrière. Ze kreeg een contract bij Warner Music. Ze ging weg uit Australië om met bekende personen samen te werken, zoals producent Rob Davis.
Haar solocarrière verliep succesvol. Haar eerste nummer, Inside Outside, werd onmiddellijk een hit. In mei 2003 bracht ze haar album Calendar Girl uit. Ondanks de vele promotie eromheen flopte het.
In juli 2006 onthulde Monk te werken bij Brian McKnights management. Ze zal wat meer heftige nummers hier opnemen.

### Film
Monk verscheen voor het eerst in de filmindustrie toen ze de rol van Marilyn Monroe speelde in de televisiefilm The Mystery Of Natalie Wood. De film is eigenlijk een miniserie en beschrijft het leven van actrice Natalie Wood.
Ze brak door in de filmindustrie in 2006. In het begin van het jaar was ze te zien in de filmparodie Date Movie. In de zomer van dat jaar had ze ook een rolletje in Click. Ze was daarna te zien in onder meer Sex and Death 101 en Spring Breakdown.

### Privéleven
Ze had van 2006 tot 2008 een relatie met Benji Madden, gitarist en achtergrondzanger in de band Good Charlotte.